# Tyrsus
La Tyrsus è stata una nave traghetto che ha prestato servizio per le Ferrovie dello Stato sulla rotta Civitavecchia - Golfo Aranci dal 1961 al 1994, costruita nel 1961 ai Cantieri Navali Riuniti di Palermo (oggi Fincantieri).
La Tyrsus seguita dopo pochi mesi dalla gemella Hermaea, dava la possibilità di fare due corse giornaliere tra il continente e la Sardegna con partenze regolari, trasportando passeggeri con auto al seguito, carri ferroviari e mezzi gommati pesanti.
Le auto venivano stipate sia nei ponti inferiori tramite appositi ascensori, e sul ponte scoperto di poppa, raggiungibile da apposite rampe ubicate lateralmente alle invasature dei porti.
Il traghetto aveva a disposizione per i passeggeri, 70 cabine con servizi (47 singole e 23 doppie), sala poltrone, un bar e un ristorante self service.
La nave, dopo la vendita, è appartenuta alle compagnie di navigazione maltesi Plurimar e Coral Maritime Limited nel 1994, per poi essere venduta alla egiziana El Salam Maritime Transport S.A. Co che ne cambierà il nome in Duba 94, oltre a modificarne la struttura con l'aggiunta di sovrastrutture per aumentarne la ricettività. Nel 1996 venne venduta alla società saudita El Salam Shipping & Trading, cambiando il nome in Al Salam El Saudi. Nel 1997 venne messa in disarmo e solo nel 2002 venne trasferita e demolita in India con il nome di Veesham III.

## Origine del nome
Tyrsus è il nome antico del fiume Tirso.

## Navi gemelle
- Hermaea